# Ragnar Lodbrok

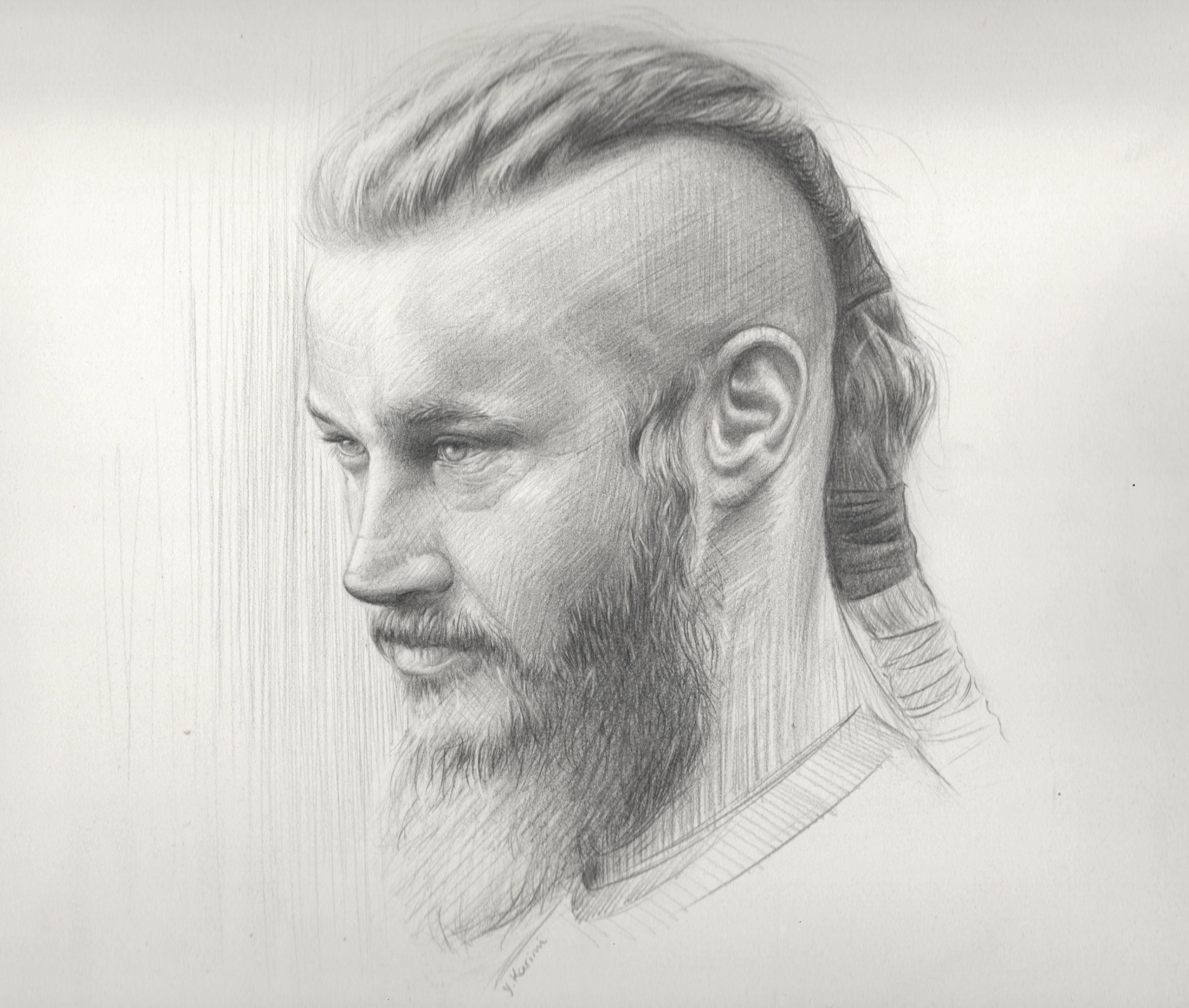
Portret artistic imaginar al personajului Ragnar din serialul "Vikingii" (2013)

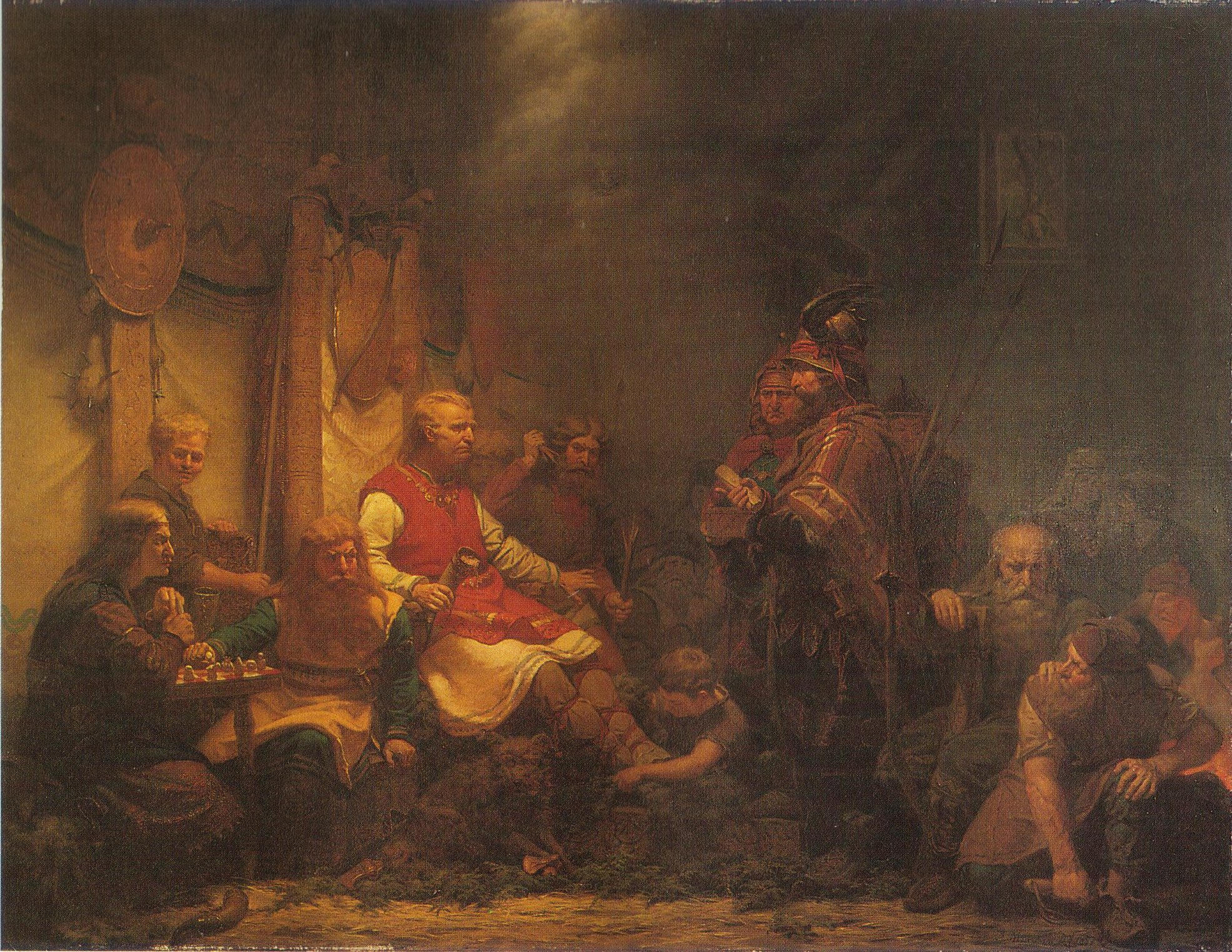
Solul regelui Ælla la fiii lui Ragnar Lodbrok, de August Malmström (1857)

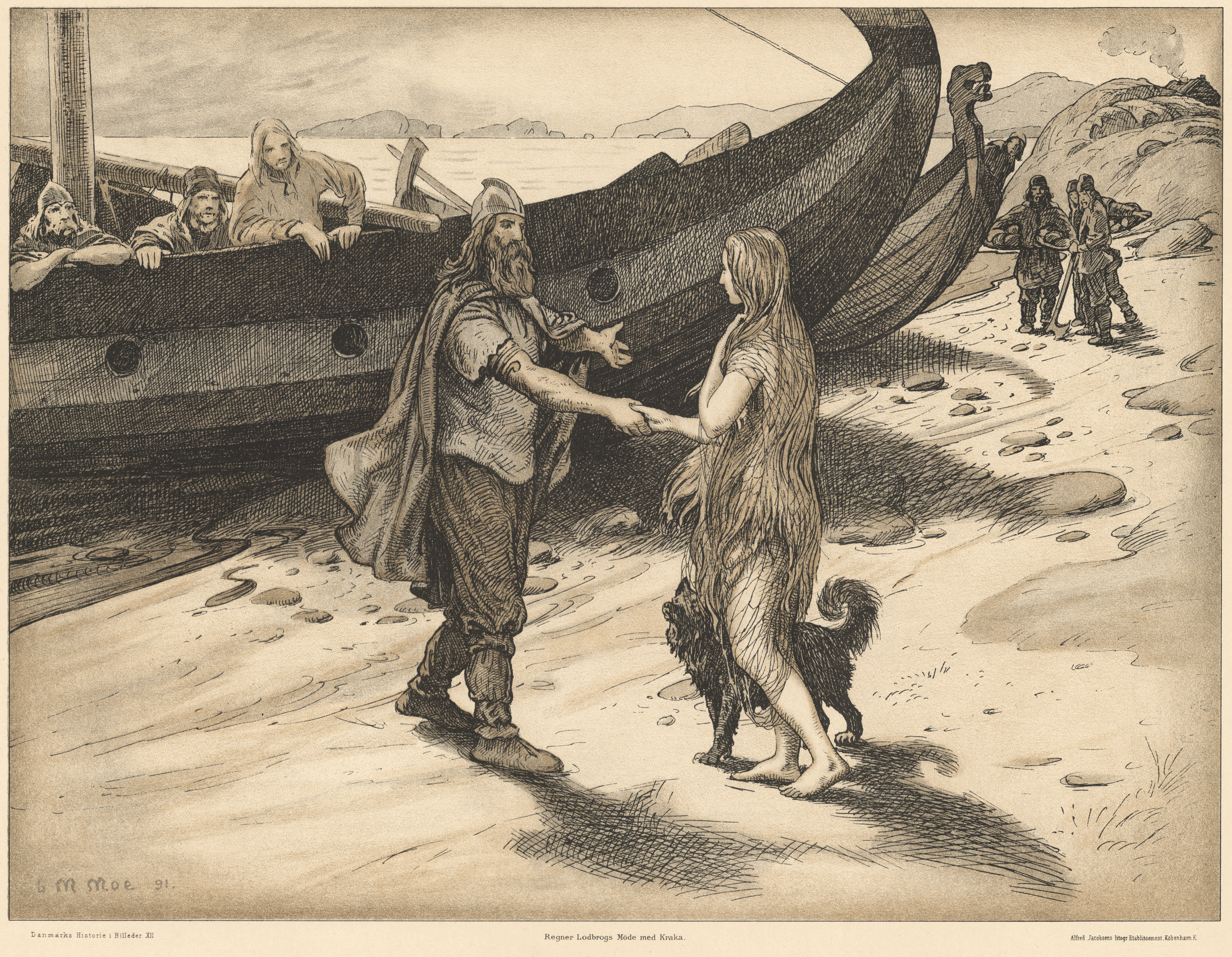
Ragnar Lodbrok o întâlnește pe Kraka, de Louis Moe (desenul nr. 17010-2, decupat)

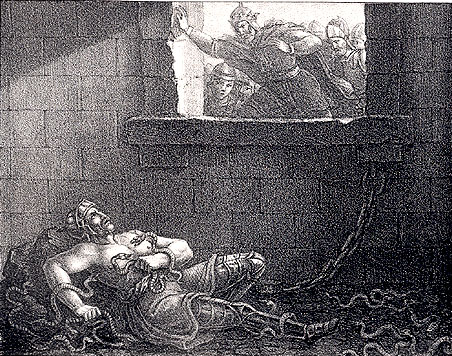
Moartea lui Ragnar

Ragnar Lodbrok ( în nordică veche: Ragnarr Loðbrók) a fost un legendar rege danez,finlandez.Cunoscut pentru raidurile sale în Anglia, cât și Franța.
Cele mai multe detalii privind viața și activitatea lui sunt cunoscute din Saga scandinave. Se crede că Ragnar a trăit probabil în prima jumătate a secolului al IX-lea și a fost unul dintre cei mai influenți lideri militari din Danemarca, acesta ajungând să obțină titlul de conte, apoi cel de rege. Tatăl său a fost Sigurd "șarpe-n ochi" 
Evenimente majore atribuite lui Ragnar sunt: atacul asupra Franciei Apusene, asediul și capturarea Parisului în anul 845 și un atac asupra Northumbriei în 865. În timpul celei din urmă, armata lui Ragnar a fost înfrântǎ, iar el luat prizonier, iar din ordinul regelui Ælla al II-lea, a fost aruncat într-o groapă cu șerpi veninoși, unde a murit în chinuri groaznice. Se crede că cucerirea Parisului a avut loc pe 28 martie 845, această zi este sărbătorită ca „Ziua lui Ragnar Lodbrok” de adepții cultului păgân asatru. 
Conform sagăi, mai mulți fii ai lui Ragnar (Ivar Ragnarsson, Björn Braț de Fier și alții), în 867 au invadat Anglia anglo-saxonă, răzbunându-se pentru moartea tatălui lor și marcând astfel începutul cuceririi daneze a insulei. Fiii lui Ragnar l-au capturat, apoi l-au executat pe regele Ælla, care a fost executat printr-un mod numit "Blood eagle"